# 中山纪念堂 (梧州)
梧州中山紀念堂，位于中国广西梧州市中心的中山公园内，完建于1930年10月。

## 由来
民国拾年至拾壹年（ 1921年－1922年），孙中山为筹备北伐曾先后3次驻节梧州。1925年孙中山逝世后，梧州各界在李济深倡议下，决定筹建包括中山纪念堂在内的梧州中山公园。纪念堂奠基于1926年1月，1928年7月动土兴建。不久粤桂战事爆发，工程被迫停止，1930年春才得以续建，后于当年10月建成。

## 建筑特征
该纪念堂采用中国古典宫殿式与西欧园顶式相结合的方式构筑设计，全堂坐北朝南，东西长44米，南北长35米，整体平面成“中”字形，属于圆顶类建筑。纪念堂前座为4层塔式园顶，后座为千人会堂，东西两翼为办公室。建筑内部的素白色外墙与环绕之古树相互映衬，寓中山万古不朽之意。会堂内正面为主席台，台中央上方塑有孙中山头像及书写有孙中山遗嘱，两侧为孙中山“革命尚未成功，同志仍须努力”的遗训。会堂展出孙中山生平事迹图片及文物，并介绍有孙中山3次莅临梧州的历史事迹。该中山纪念堂现为全国重点文物保护单位。